# Ciechanów (gemeente)
De gemeente Ciechanów is een landgemeente in het Poolse woiwodschap Mazovië, in powiat Ciechanowski.
De zetel van de gemeente is in Ciechanów.
Op 30 juni 2004 telde de gemeente 5825 inwoners.

## Oppervlakte gegevens
In 2002 bedroeg de totale oppervlakte van gemeente Ciechanów 140,23 km², waarvan:
- agrarisch gebied: 78%
- bossen: 16%

De gemeente beslaat 13,2% van de totale oppervlakte van de powiat.

## Demografie
Stand op 30 juni 2004:
| Omschrijving                   | Totaal | Totaal | Vrouwen | Vrouwen | Mannen | Mannen |
| ------------------------------ | ------ | ------ | ------- | ------- | ------ | ------ |
| eenheid                        | aantal | %      | aantal  | %       | aantal | %      |
| inwoners                       | 5825   | 100    | 2879    | 49,4    | 2946   | 50,6   |
| bevolkingsdichtheid (inw./km²) | 41,5   | 41,5   | 20,5    | 20,5    | 21     | 21     |

In 2002 bedroeg het gemiddelde inkomen per inwoner 1242,94 zł.

## Administratieve plaatsen (sołectwo)
Baby, Baraki Chotumskie, Chotum, Chruszczewo, Gąski, Gorysze, Grędzice, Gumowo, Kanigówek, Kargoszyn, Mieszki-Różki, Mieszki Wielkie, Modełka, Modła, Niechodzin, Niestum, Nowa Wieś, Nużewko, Nużewo, Pęchcin, Przążewo, Ropele, Rutki-Begny, Rutki-Borki, Rutki-Głowice, Rutki-Marszewice, Rydzewo, Rykaczewo, Rzeczki, Ujazdowo, Ujazdówek, Wola Pawłowska, Wólka Rydzewska.
Zonder de status sołectwo : Bardonki, Gołoty, Kownaty Żędowe, Mieszki-Atle, Mieszki-Bardony, Pieńki Niechodzkie, Romanowo, Rutki-Bronisze, Rutki-Krupy, Rutki-Szczepanki.

## Aangrenzende gemeenten
Ciechanów, Glinojeck, Gołymin-Ośrodek, Ojrzeń, Opinogóra Górna, Regimin, Sońsk, Strzegowo